# Rijksbeschermd gezicht Staphorst
Gezicht Staphorst is een van rijkswege beschermd dorpsgezicht in Staphorst in de Nederlandse provincie Overijssel. De procedure voor aanwijzing werd gestart op 18 mei 1988. Het gebied werd op 19 oktober 1993 definitief aangewezen. Het beschermd gezicht beslaat een oppervlakte van 475,7 hectare.
Panden die binnen een beschermd gezicht vallen krijgen niet automatisch de status van beschermd monument. Wel zal de gemeente het bestemmingsplan aanpassen om nieuwe ontwikkelingen in het gebied te reguleren. De gezichtsbescherming richt zich op de stedenbouwkundige en cultuurhistorische waardering van een gebied en wil het toekomstig functioneren daarvan veiligstellen.